# 臺南市北區大光國民小學
臺南市北區大光國民小學（Tainan Municipal North District Daguang Elementary School），簡稱大光國小，位於臺灣臺南市北區長榮路五段277號。

以國樂團、武術團、跳繩隊著名，在各項比賽、表演屢獲佳績。

## 校史
- 民國48年，成立台南市北區開元國民學校大道分校，傅修金先生為分校主任，借開元國小上課。
- 民國49年，獨立為北區大光國民學校並遷入現址，傅修金先生為首任校長。
- 民國57年，改稱台南市北區大光國民小學。
- 民國63年，校門改設於大光路（現為長榮路五段）。
- 民國69年，拆除平房教室。
- 民國81年，啟智班生活訓練室成立。
- 民國82年，成立附設幼稚園。
- 民國83年，新建中棟九間專科教室完工。
- 民國84年，新建午餐廚房完工。
- 民國101年，南棟教室重建工程第一期工程-樂陽樓完工。
- 民國102年，南棟教室重建工程第二期工程-萌彩樓完工。
- 民國108年，慈濟配合本校老舊校舍拆除重建空間不足，捐贈5間組合屋，蓋在大光森林。

## 歷任校長
| 任次     | 姓名   | 任職時間              | 備註           |
| -------- | ------ | --------------------- | -------------- |
| 第一任   | 傅修金 | 1960年8月－1973年10月 |                |
| 第二任   | 孫鶴鳴 | 1973年10月－1984年1月 |                |
| 第三任   | 蔡永松 | 1984年2月－1989年7月  | 病逝           |
| 第四任   | 葉志雄 | 1989年8月－1991年8月  | 病逝           |
| 第五任   | 高冠次 | 1991年11月－1996年7月 |                |
| 第六任   | 羅哲義 | 1996年7月－1997年8月  | 退休           |
| 第七任   | 毛永清 | 1997年8月－1999年2月  | 調任至海東國小 |
| 第八任   | 陳群雄 | 1999年2月－2003年7月  |                |
| 第九任   | 陳群雄 | 2003年8月－2007年7月  |                |
| 第十任   | 陳東陽 | 2007年8月－2011年7月  | 調任至博愛國小 |
| 第十一任 | 楊秀枝 | 2011年8月－2015年7月  |                |
| 第十二任 | 楊秀枝 | 2015年8月－2019年7月  |                |
| 第十三任 | 張瓊文 | 2019年7月－2020年1月  |                |
| 代理     | 吳政諺 | 2020年2月－2020年7月  |                |
| 第十四任 | 郭芳朱 | 2020年8月－2024年7月  | 調離石門國小   |
| 第十五任 | 周生民 | 2024年8月-至今        |                |

## 學生社團
- 籃球隊
- 足球隊
- 田徑隊
- 跳繩隊
- 花式溜冰隊
- 國樂團
- 武術團

## 傑出校友
- 第六屆，曾澎英，國際獅子會台灣總會委員會執行秘書。